# Соколово (Грчка)
Соколово или Чоколово (грч. Παραπόταμος, Парапотамос) је насељено место у општини Синтика у периферији Средишња Македонија, Грчка. Према попису из 2021. године био је 91 становник.
Према бугарском географу и историчару, Василу Канчову, у Соколову је 1900. године живело 250 Турака. Иако насељено турским становништвом назив села је словенског порекла. Године 1924. турско становништво принудно је исељено у Турску а на њихово место је насељено 56 грчких избегличких породица, којих је на попису из 1928. године било 226.